# Francisco Navarro López
Francisco Navarro López (Osuna, provincia de Sevilla, 4 de diciembre de 1889-Sevilla, 27 de febrero de 1969) – fue un médico sevillano, fundador de la Clínica Nuestra Señora de los Reyes y 18.ª presidente del Real Betis Balompié.

## Biografía

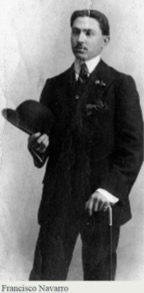
Fotografía juvenil del doctor Francisco Navarro López en torno a 1905

Nació en Osuna en 1889, aunque se trasladó a Sevilla para realizar los estudios de Medicina. Estuvo como interno en el Hospital de las Cinco Llagas bajo la maestría del doctor Eduardo Fedriani del Pozo (1862-1925) al que siempre consideró como un "segundo padre". Licenciado en medicina y cirugía, amplió sus estudios en Francia junto al doctor Calot, "considerado, en aquel entonces, el más afamado traumatólogo y ortopeda".
Contrajo matrimonio con Fausta Sánchez del Campo (Manila, Filipinas, 1890 - Sevilla, 1937). El matrimonio tuvo tres hijos: Francisco, José Luis y Chita. Desgraciadamente, el segundo de ellos falleció de un shock anafiláctico tras una vacuna dispensada por su propio padre a la edad de dos años. Quedó viudo en 1937.
Su éxito profesional le llevó a ser el médico de cabecera de muchos miembros de la alta sociedad sevillana. Por otro lado, también fue médico de Santa Ángela de la Cruz, del Seminario Metropolitano y de los cardenales Eustaquio Ilundain, Pedro Segura y Sáez y José María Bueno Monreal.
A su vez, realizó una amplia labor social como patrono del Real Patronato de Casas Baratas y ofreciendo su trabajo gratuito a las capas más desfavorecidas de la sociedad.

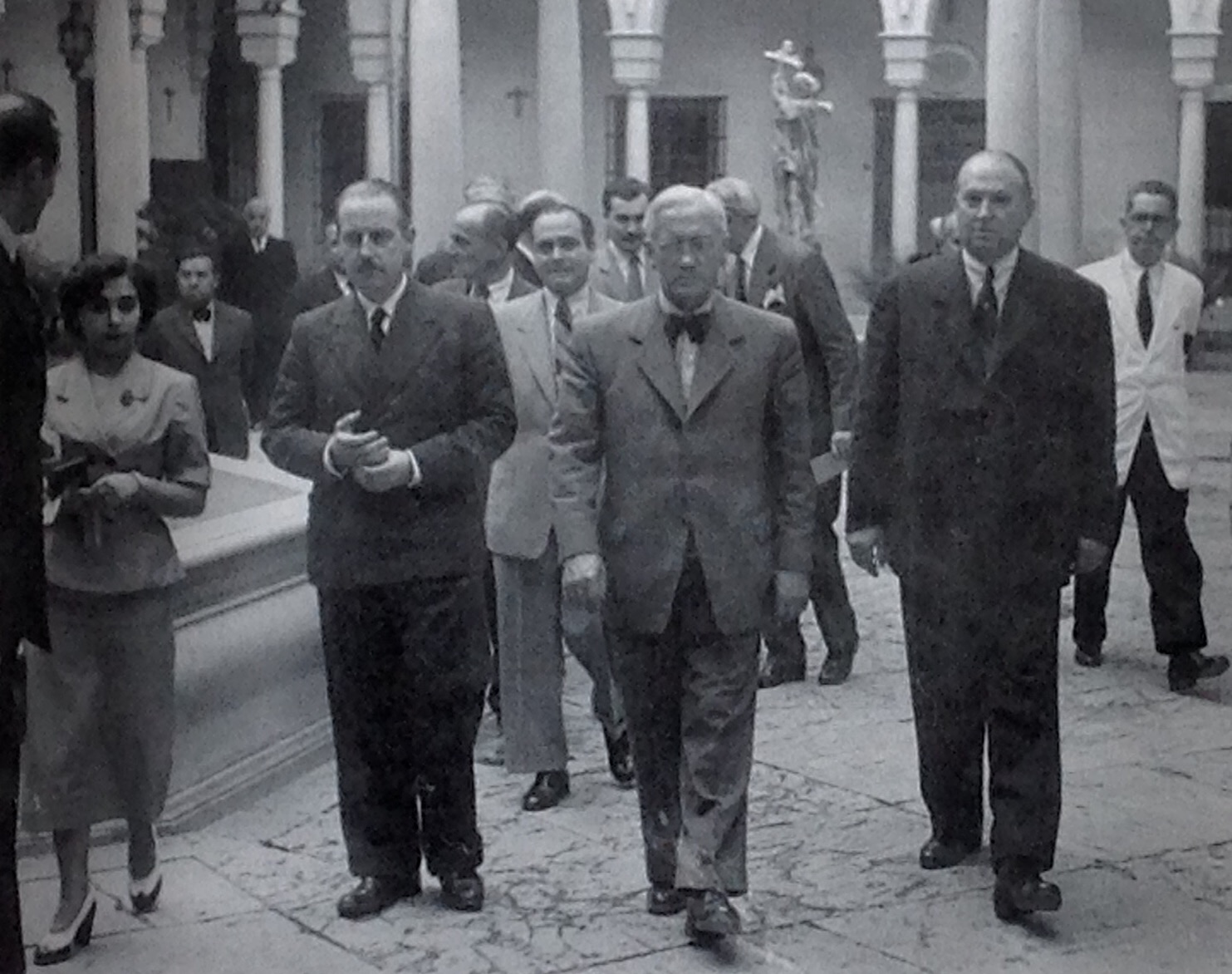
El doctor Francisco Navarro López junto al descubridor de la penicilina, el doctor Alexander Fleming, en el Hospital de la Caridad de Sevilla.

Entre sus numerosas aficiones destaca la fotografía, en donde exploró distintas técnicas, destacando en el ejercicio de la fotografía estereoscópica. Su afición le llevó a fotografiar la Sevilla de la Exposición Iberoamericana, la que veía aterrizar el Graf Zeppelín o instantáneas tan curiosas como la del río Guadalquivir a la altura de la Torre del Oro con una amplia flotilla de submarinos atados al muelle.

### Presidente del Real Betis Balompié
Ocupó la presidencia del Real Betis Balompié desde el 13 de agosto de 1935 hasta principios del año 1936. Junto a él, la junta directiva la formaban: vicepresidente primero Manuel Alonso Cueli, vicepresidente segundo Valentín Pérez Martínez, secretario Antonio González de Nicolás, vicesecretario Pedro Barroso de Pando, tesorero Francisco Lazo Orta y contador José Wesolowski Zaldo. La temporada 1935-1936 finalizó con un séptimo puesto del Betis en la Liga con 20 puntos.

### Fundación de la Clínica Nuestra Señora de los Reyes
Junto a los doctores Pedro Díaz Tenorio, Pedro de Castro García, Antonio Leal Castaño y Salvador Fernández Álvarez, fundó en 1940 la Clínica Nuestra Señora de los Reyes, a cuya sociedad se unió más tarde el doctor Cristóbal Pera. Levantada en la antigua calle Oriente, hoy Luis Montoto, se la conoció como "la de los toreros" por ser la clínica donde estos se recuperaban de los percances sufridos en la Plaza de toros de la Maestranza. Fue su director casi perpetuo y en ella falleció en el año 1969.   La clínica cerró sus puertas en el año 1975, cuando ya era su único propietario su hijo Francisco Navarro Sánchez del Campo.

### Fallecimiento
En la clínica Nuestra Señora de los Reyes falleció el 27 de febrero de 1969 a consecuencias del cáncer de estómago que padeció. Su velatorio coincidió con el gran terremoto que acaeció en Sevilla en la madrugada del 28 de febrero de 1969.